# Campionato caraibico maschile di pallavolo 2010
Il XIII campionato caraibico maschile di pallavolo si è svolto dall'8 agosto al 15 agosto 2010 a Paramaribo, in Suriname. Al torneo hanno partecipato 7 squadre nazionali nordamericane e la vittoria finale è andata per la prima volta a Trinidad e Tobago.

## Squadre partecipanti
- Antille Olandesi
- Bahamas
- Barbados
- Giamaica
- Guadalupa
- Suriname
- Trinidad e Tobago

## Gironi
| Girone A                                              | Girone B                  |
| ----------------------------------------------------- | ------------------------- |
| Antille Olandesi Barbados Guadalupa Trinidad e Tobago | Bahamas Giamaica Suriname |

## Fase finale

### Finali 1º e 3º posto
|  | Quarti            | Quarti            |          |         | Semifinali         | Semifinali         |  |  | Finale 1º/2º posto | Finale 1º/2º posto |
|  |                   |                   |          |         |                    |                    |  |  |                    |                    |
|  |                   |                   |          |         |                    |                    |  |  |                    |                    |
|  |                   |                   |          |         |                    |                    |  |  |                    |                    |
|  | -                 | -                 |          |         |                    |                    |  |  |                    |                    |
|  | -                 | -                 |          |         |                    |                    |  |  |                    |                    |
|  | -                 | -                 |          |         |                    |                    |  |  |                    |                    |
|  | -                 | -                 | Barbados | 3       |                    |                    |  |  |                    |                    |
|  |                   |                   | Barbados | 3       |                    |                    |  |  |                    |                    |
|  |                   | Guadalupa         | 0        |         |                    |                    |  |  |                    |                    |
|  | Giamaica          | Guadalupa         | 0        | 2       |                    |                    |  |  |                    |                    |
|  | Giamaica          |                   |          | 2       |                    |                    |  |  |                    |                    |
|  | Guadalupa         | 3                 |          |         |                    |                    |  |  |                    |                    |
|  | Guadalupa         | 3                 | Barbados | 0       |                    |                    |  |  |                    |                    |
|  |                   |                   | Barbados | 0       |                    |                    |  |  |                    |                    |
|  |                   | Trinidad e Tobago | 3        |         |                    |                    |  |  |                    |                    |
|  | -                 | Trinidad e Tobago | 3        | -       |                    |                    |  |  |                    |                    |
|  | -                 |                   |          | -       |                    |                    |  |  |                    |                    |
|  | -                 | -                 |          |         |                    |                    |  |  |                    |                    |
|  | -                 | -                 | Bahamas  | 2       | Finale 3º/4º posto | Finale 3º/4º posto |  |  |                    |                    |
|  |                   |                   | Bahamas  | 2       | Finale 3º/4º posto | Finale 3º/4º posto |  |  |                    |                    |
|  |                   | Trinidad e Tobago | 3        |         |                    |                    |  |  |                    |                    |
|  | Trinidad e Tobago | Trinidad e Tobago | 3        | 3       | Guadalupa          | 0                  |  |  |                    |                    |
|  | Trinidad e Tobago |                   |          | 3       | Guadalupa          | 0                  |  |  |                    |                    |
|  | Suriname          | 0                 |          | Bahamas | 3                  |                    |  |  |                    |                    |
|  | Suriname          | 0                 |          |         | 3                  |                    |  |  |                    |                    |
|  |                   |                   |          |         |                    |                    |  |  |                    |                    |
|  |                   |                   |          |         |                    |                    |  |  |                    |                    |

## Classifica finale
| Classifica | Squadre           | Qualificazione                |
| ---------- | ----------------- | ----------------------------- |
|            | Trinidad e Tobago | Campionato nordamericano 2011 |
|            | Barbados          |                               |
|            | Bahamas           |                               |
| 4          | Guadalupa         |                               |
| 5          | Suriname          |                               |
| 6          | Giamaica          |                               |
| 7          | Antille Olandesi  |                               |